# نيوتن هاريس وايت
نيوتن هاريس وايت هو فلاح وسياسي أمريكي، ولد في 2 سبتمبر 1860 في مقاطعة غيلز في الولايات المتحدة، وتوفي في 1931. نشط حزبياً في الحزب الديمقراطي. وقد انتخب عضو مجلس نواب تينيسي ‏.